# Транчелл, Питер
Питер Эндрю Транчелл (англ. Peter Andrew Tranchell; 14 июля 1922, Куддалор, Британская Индия — 14 сентября 1993, Кердридж, Великобритания) — британский английский композитор и музыкальный педагог. Большую часть жизни прожил в Кембридже, сочиняя музыку и занимаясь педагогической деятельностью в Кембриджском университете.

## Биография
Родился в Куддалоре 14 октября 1922 года. Обучался в школе Драгон-скул в Оксфорде, Клифтон-колледже в Бристоле и Королевском колледже в Кембридже. Во время Второй мировой войны служил, вместе с отцом — полковником Генри Джорджем Транчеллом в британской индийской армии. По окончании войны вернулся к академической науке в Кембридже, окончательно посвятив себя классической музыке.
С 1950 по 1989 год был преподавателем музыки в Кембриджском университете. С 1960 по 1989 год — научным сотрудником и директором по исследованиям в области музыки в Гонвилл-и-Гай-колледже. В качестве префекта колледжа, руководил хоровой капеллой. Умер 14 сентября 1993 года возле своего дома в Керридже, в графстве Гэмпшир.
Многочисленное творческое наследие композитора включает сценические произведения — оперы «Мэр Кэстербриджа» (1951), «Теккерейские песенки» (1962), «Его первый мэйвик» (1963), балеты «Фальстаф» (1950), «Месть судьбы» (1951), «Образ любви» (1964), а также сочинения камерной («Праздничная увертюра», 1966) и духовной (кантаты, гимны) музыки. Он также был автором легкой музыки, в том числе вокальных «развлечений», инструментальных миниатюр и музыкальной комедии «Зулейка», премьера которой состоялась в Кембридже в 1954 году, а повторный показ в 1957 году. Архив Транчелла хранится в Кембриджской университетской библиотеке.

## Аудиозаписи
- Peter Tranchell. «Festive Ouverture» — Питер Транчелл. «Праздничная увертюра» (1966) в исполнении концертного оркестра Би-би-си.